# Национальный банк Узбекистана
Акционерное общество «Национа́льный банк внешнеэкономической деятельности Республики Узбекиста́н» (сокр. УЗНАЦБАНК или НБ ВЭД РУ) (узб. "O‘zbekiston Respublikasi Tashqi iqtisodiy faoliyat milliy banki" Aksiyadorlik jamiyati), он же Национальный банк Узбекистана (НБУ) — универсальный коммерческий банк Узбекистана; является крупнейшим банком страны по объёму активов, внесён в список системно значимых банков страны.
Основными направлениями деятельности банка являются реализация политики Правительства Республики Узбекистан в области международных экономических отношений, содействие развитию и укреплению экономического сотрудничества с другими странами, расширению экспортного потенциала республики, улучшению структуры экспорта и импорта товаров и услуг, обслуживание внешнеэкономической деятельности, аккумулирование валютных средств, защита валютных интересов.
Благодаря своей масштабной инфраструктуре Банк способствует и активно поддерживает проводимые экономические реформы в Республике Узбекистан.

## История

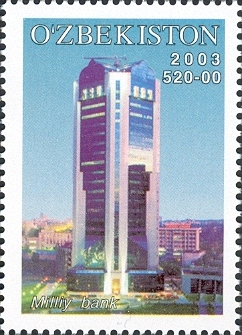
Почтовая марка Узбекистана

Создан указом Президента Республики Узбекистан И. Каримова 7 сентября 1991 года. Свою деятельность банк начал 7 октября 1991 года с количеством сотрудников из ста человек. Первый офис Национального банка расположился по ул. Ахунбабаева, 23.
В 1992 году банк производит около 95 % международных расчётов страны, что способствовало развитию сети корреспондентских отношений с ведущими банками мира. К концу года эта сеть уже состоит из 83 иностранных банков. Председатель правления Р. Азимов назначается правительством управляющим ЕБРР от Узбекистана. Узбекистан — четвёртая страна СНГ, получившая одобрение стратегии ЕБРР. Открывается ЕБРР первой кредитной линии в 60 млн долл. США для поддержки малого и среднего бизнеса.
В 1993 году активно развивается сотрудничество с иностранными банками. Установлены корреспондентские отношения со 120 банками в 35 странах мира, в том числе с банками стран СНГ: России, Украины, и Казахстана. НБУ присоединяется к международной системе финансовых телекоммуникаций SWIFT, REUTERS, DOW JONES TELERATE, BLOOMBERG FINANCE. Закладывается капсула в фундамент нового высотного здания НБУ и начинается строительство.
В 1994 году банк открывает более 100 специализированных обменных пунктов в Ташкенте и в областных центрах Республики Узбекистан, выполняющих операции по покупке и продаже СКВ, дорожных чеков и валют стран СНГ на национальную валюту. Банк берёт на себя выполнение функций агента государства по привлечению и обслуживанию иностранных кредитов и инвестиций.
В 1995 году банк выступает главным учредителем при создании Ассоциации банков Узбекистана. В 1996 году число сотрудников достигает 2000 человек. Клиентская база представлявшая до этого года экспортно-ориентированные сферы промышленности, начинает расширяться за счёт малых и частных предприятий. В 1997 году число сотрудников увеличивается до 3,4 тыс. человек.
В 1998 году банк вступил в Ассоциацию Банков Азии (АБА). Национальный банк первым в Узбекистане и в Центральной Азии перешёл на новый план счетов, соответствующий международным стандартам учёта. Увеличение собственного капитала банка до 571 млн долларов США позволило ему находится среди 500 крупнейших банков мира и создало дополнительную базу для проведения банковских операций. Корреспондентская сеть увеличилась до 432 банков, из них 30 банков в Узбекистане и 402 — зарубежных банка в 66 странах мира. В конце года произошла смена руководства — Азимов Р. С. был назначен министром финансов, а его преемником Указом Президента Республики Узбекистан назначен Зайнутдин Мирходжаев, последние полтора года до этого работавший заместителем министра внешних экономических связей Республики Узбекистан.
В 1999 году была заложена основа для расширения сотрудничества с Ассоциацией Банков Азии и ADFIAP. Достигнуты договорённости о совместном проведении в Узбекистане крупных форумов, конференций, призванных раскрыть для финансового сообщества Азии инвестиционный потенциал экономики страны, партнёрстве в реализации конкретных проектов, учебных программ. По показателю достаточности капитала банк занимает позицию среди 50 крупнейших банков мира.
В 2000 году, являясь членом Ассоциации Банков Азии (ABA) и Ассоциации финансовых институтов Развития Азии и Тихого Океана (ADFIAP), НБУ было проведено заседание совета директоров ADFIAP. В этом же году банк основывает свой профессиональный футбольный клуб «НБУ-Азия».
В 2001 году банк посетили порядка 120 делегаций зарубежных финансовых институтов. Корреспондентская сеть расширилась до 500 банков, в том числе 472 зарубежных из 66 стран мира и 28 банков Узбекистана. Был запущен интернет-сайт банка.
«Национальный банк стал первой финансовой организацией в регионе СНГ, которая построила географически-распределённый кластерный центр обработки данных на UNIX-платформе IBM eServer p690 с применением технологии SAN».
В 2003 году банк внедрил андеррайтинг корпоративных облигаций. Дебют банка был оценен участниками узбекской фондовой биржи и награждён званием «Лучшая андеррайтинговая компания». В 2004 году завершились работы по внедрению автоматизированной банковской системы «Глобус», выбранной банком в ходе открытого международного тендера. В этом же году был реализован новый продукт — чеки «American Express» для домашнего хранения. С 2005 года банк становится членом Межбанковского объединения Шанхайской организации сотрудничества и с того момента начинает сотрудничать со всеми членами МБО ШОС, принимая участие во всех мероприятиях, проводимых в рамках объединения.
В 2006 году банк оказывал более 70 видов розничных услуг, осуществлял денежные переводов через систему Western Union. В апреле совместно с дочерним банком Азия-Инвест НБУ была внедрена собственная система быстрых денежных переводов «AsiaExpress». В 2009 году рейтинговым агентством «Эксперт РА» Национальному банку присваивается высокий уровень кредитоспособности (рейтинг «А»). В 2010 году корреспондентская сеть увеличивается до 657 банков, из них 30 банков в Узбекистане и 627 — зарубежных банка в 75 странах мира.
В 2012 году на баланс банка было передано имущество 66 экономически несостоятельных предприятий, инвестиции в предприятия-банкроты составили 116,2 млрд. В 2013 году, сумма кредитного портфеля Национального банка составила 5,2 триллиона сумов. Количество обслуживаемых клиентов составило более 3 млн.
По данным 1 января 2014 года, сумма кредитного портфеля Национального банка составила 6,8 трлн сумов. На баланс банка было передано имущество 68 экономически несостоятельных предприятий, инвестиции в предприятия-банкроты составили 208 млрд сум. Корреспондентская сеть, насчитывала свыше 670 международных банков.
В декабре 2018 года впервые в Узбекистане совместно с Visa International и Национальной авиакомпанией «Узбекистон Хаво Йуллари» была запущена эмиссия кобрендовых карт НАК-НБУ Visa Gold и Visa Platinum. 
В июле 2019 года Национальный банк выпустил первую в Узбекистане карту премиум класса Visa Infinite с эксклюзивными привилегиями и возможностями. 
В целях внедрения современных общепринятых принципов корпоративного управления в деятельность Банка, в соответствии с постановлением Президента Республики Узбекистан от 30 ноября 2019 года № ПП-4540 «О мерах по преобразованию унитарного предприятия «Национальный банк внешнеэкономической деятельности Республики Узбекистан» в акционерное общество», НБУ преобразовался в акционерное общество «Национальный банк внешнеэкономической деятельности Республики Узбекистан» (АО «НБУ»).
Согласно данному Постановлению Президента учредителем АО «НБУ» является государство в лице Министерства финансов и Фонда реконструкции и развития Республики Узбекистан. Также, АО «НБУ» является правопреемником по правам, обязательствам и договорам, включая международные, преобразуемого Узнацбанка.
В 2020 году Узнацбанк осуществил исторически важный шаг в своем развитии – выход на международный рынок капитала путем размещения дебютного выпуска еврооблигаций в размере 300 млн.долларов США сроком обращения 5 лет по ставке 4,85% на Лондонской фондовой бирже.
Для организации процесса выпуска еврооблигаций банком совместно с Министерством финансов Республики Узбекистан были отобраны международно-признанные банки-андеррайтеры, аудиторские и юридические консультанты:
- банки-андеррайтеры – Citibank (США), Natixis (Франция), SMBC (Япония), Gazprombank (Россия);
- аудиторская компания – Ernst&Young;
- юридические консультанты – Dentons и Linklaters;
- местный ко-менеджер – АКИБ «Ипотека-банк».
Поступления от этих средств были направлены на реализацию крупных инвестиционных проектов, а также на развитие инфраструктуры и сферы услуг. Кроме того, привлеченные средства были выделены для финансирования проектов малого и частного предпринимательства путем предоставления лизинговых услуг и на финансирование инвестиционных проектов совместно с другими коммерческими банками.
Важно отметить, что выход на международный финансовый рынок позволил создать ценовой ориентир в долларах США для местных эмитентов, а также диверсифицировать источники финансирования за счет добавления средств от еврооблигаций к уже имеющимся кредитным линиям МФИ и инобанков.
В 2021 году Банк отпраздновал свое 30-летие со дня основания.

## Собственники и руководство
Учредителем банка и основным держателем его уставного фонда до 30 ноября 2019 года являлся Кабинет Министров Республики Узбекистан. Кабмину принадлежало не менее 60 % в уставном фонде банка; на эти цели из государственного бюджета было выделено 2 млрд рублей и 200 млн долларов США.
С 30 ноября 2019 года, согласно Постановлению Президента №4540, учредителями АО «НБУ» является государство в лице Министерства финансов и Фонда реконструкции и развития Республики Узбекистан.

## Список управляющих
| Начало службы | Начало службы | Имя              |
| ------------- | ------------- | ---------------- |
| 1991          |               | Азимов Р. С.     |
| 1998          |               | Мирходжаев З. С. |
| 2005          | 23 ноября     | Рахимов С. Б.    |
| 2017          | 5 марта       | Холмурадов С. Р. |
| 2017          | 30 ноября     | Мирсоатов А. К.  |

## Руководство Банка
Мирсоатов Алишер Кудратуллаевич - Председатель правления
Усманбеков Сардорбек Анарбекович -  Первый заместитель Председателя правления      
Курамбаев Азамат Каримбаевич - Заместитель Председателя правления  
Ходжаев Азизбек Шавкатович - Заместитель Председателя правления, Председатель АО “NBU INVEST GROUP”
Рихсиев Баходир Толаганович - Заместитель Председателя Правления
Жалилов Баходир Амиралиевич - Заместитель Председателя правления  
Мирдовидов Бахтиёр Кобилович - Заместитель Председателя правления  
Алимов Баходир Мураджанович - Директор по глобальному инвестиционному банкингу- Глава Представительства банка в ОАЭ 

## Деятельность
Национальный банк Узбекистана является универсальным коммерческим банком, предоставляющим весь спектр банковских услуг, включая инвестиционный бизнес, проектное и внешнеторговое финансирование, управление активами, расчётно-кассовое обслуживание частных и корпоративных клиентов, ипотечное и потребительское кредитование. Банк обладает разветвлённой филиальной сетью.
В Банке применяется риск-ориентированный подход к планированию и достижению поставленных целей в краткосрочных и долгосрочных прогнозах. Кроме того, Банк активно сотрудничает с международными консалтинговыми компаниями в целях автоматизации системы управления рисками.

### Внешнеэкономическая деятельность
Внешнеэкономическая деятельность Узнацбанка направлена на углубление экономических и торговых отношений Республики Узбекистан с зарубежными странами, привлечение инвестиций и передовых технологий в экономику страны путём развития сотрудничества с иностранными банками и международными финансовыми институтами (МФИ).
В рамках сотрудничества, на постоянной основе ведутся работы по дальнейшему укреплению позиций Узнацбанка на мировом финансовом рынке путем расширения сотрудничества с иностранными банками по направлениям торгового и проектного финансирования, привлечения кредитных линий, осуществления международных расчетов, казначейских операций на денежном и валютном рынках.
Число банков-корреспондентов Узнацбанка составляет около 700 банков в 81 стране мира. Крупнейшими банками-партнерами c открытием корреспондентских счетов являются такие известные банки мира как: JP Morgan Chase, Citibank, The Bank of New York Mellon, Commerzbank, Deutsche Bank, Societe Generale, Credit Suisse, SMBC, MUFG Bank, Сбербанк России и другие.
Среди иностранных банков и МФИ партнерами являются Государственный банк развития Китая, Экспортно-импортный банк Китая, Экспортно-импортный банк Кореи, Эксимбанк США, Газпромбанк, ВЭБ.РФ, Сбербанк России, Credit Suisse, AKA Bank, Райффайзенбанк, ODDO BHF, NATIXIS, Credit Agricole, Commerzbank, Deutsche Bank, Landesbank Baden-Wuerttemberg, Европейский банк реконструкции и развития и другие.  
26 августа 2019 года в Пекине в рамках 5-го заседания узбекско-китайского межправительственного комитета по сотрудничеству Национальный банк внешнеэкономической деятельности Республики Узбекистан подписал заёмное соглашение с Государственным банком развития Китая (ГБРК) по привлечению кредитной линии в китайских юанях на сумму 500 миллионов. При этом подписание заёмного соглашения в китайских юанях является первым подобным документом, достигнутым с ведущим китайским финансовым институтом в истории сотрудничества НБУ.
14 декабря 2019 года АО "Национальный банк Узбекистана" подписал соглашение на привлечение средств в национальной валюте для финансирования проектов малого и среднего бизнеса на сумму 953 млрд. сумов (100 млн долларов США) с инвестиционной компанией Frontera Capital (Великобритания). Это первая сделка финансового учреждения на привлечение средств в национальной валюте.

## Показатели
В 2008 году доля НБУ в совокупных активах банков Узбекистана составляла более 40 %. В том же году банк обслуживал порядка 20 % предприятий страны, в том числе почти 40 % совместных предприятий.
В 2018 году объём активов банка составил 56, 524,57 млрд сум, собственный капитал — 5 722,02 млрд сум, чистая прибыль — 506,56 млрд сум (Подробные данные в эллектронном годовом отчете за 2018 год ).
В 2019 году объём активов банка составил 66 604,99 млрд сум, собственный капитал — 13 141,07 млрд сум, чистая прибыль — 1 043,65 млрд сум.
В 2020 году объём активов банка составил 79 861,14 млрд сум, собственный капитал — 13 873,10 млрд сум, чистая прибыль — 905,42 млрд сум.
В 2021 году объём активов банка составил 89 919,41 млрд сум, уставн капитал — 14 768,71 млрд сум, чистая прибыль — 983,33 млрд сум.

## Пластиковые карточки
В 1994 году Национальный банк стал членом Visa International и первым в стране начал предоставлять на рынке Узбекистана пластиковые карточки Visa Classic.
10 апреля 1996 года НБУ наладил выпуск и обслуживание карточек в национальной валюте, а в 1997 был внедрен первый в Узбекистане проект по выдаче заработной платы с помощью карточек.
В 1998 году банк внедрил многоэмитетную систему безналичных расчётов микропроцессорными пластиковыми карточками DUET и создал в каждом областном центре свой расчётно-эмиссионный центр. В этом же году были выпущены в обращение пластиковых карт Visa Electron.
В мае 2001 года по инициативе НБУ начала функционировать межбанковская система расчётов по сумовым пластиковым карточкам с участием НБУ, «Пахтабанка» и банка «Асака».
В 2002 году был завершён этап формирования и расширения сети обслуживания владельцев пластиковых карточек, и одновременно закончился переход от одноэмитентной к многоэмитентной системе эмиссии пластиковых карточек. В результате по всей Республике была создана сеть расчётно-эмиссионных центров по выпуску и обслуживанию карточек и в значительной части сформирована инфраструктура банкоматного и терминального оборудования.
С мая 2003 года международные карточки VISA начинают дополнительно обслуживаться банкоматами НБУ.
В 2004 году в связи с реализацией постановления Кабинета Министров РУ «О мерах по дальнейшему развитию системы расчётов на основе пластиковых карточек» доля пластиковых карт, эмитированных НБУ, достигает 60 % от общего количества пластиковых карточек в Узбекистане.
С 2007 года НБУ предлагает кредитные овердрафтные карты, выпускаемые в рамках зарплатных проектов.
В 2008 году банк расширил свою сеть торгово-сервисных предприятий, принимающих к оплате пластиковые карточки, с 2653 до 3553 единиц, а по состоянию на 1 октября 2009 года — до 4760.
С 2009 года через информационные киоски принимаются платежи по сумовым пластиковым картам.
В 2010 году был реализован пилотный проект информирования по сумовым пластиковым картам посредством sms, e-mail и web.
В 2011 году начался выпуск пластиковых online карт межбанковской платежной системы UzCard стандарта EMV.
В 2013 году произошли изменения в порядке работ обменных пунктов. С 1 февраля продажа наличной иностранной валюты была упразднена. Был введен механизм продажи иностранной валюты физическим лицам в безналичной форме с использованием международных платежных карт.
С 2016 года Национальный банк является принципиальным членом международной платежной системы MasterCard International.
В сентябре 2017 года был реализован проект по электронной коммерции посредством карт международной платежной системы Visa International. Внедрение новой услуги интернет-эквайринга (электронной коммерции) в Узбекистане позволило осуществлять эквайринг карт Visa в глобальной сети Интернет, обеспечив увеличение безналичных расчетов, сокращение издержек предприятий, в частности, малого и среднего бизнеса.
В ноябре 2017 года было запущено мобильное приложение банка «Milliy», позволяющее дистанционно осуществлять переводы с карты на карту, оплату различных отечественных и зарубежных сервисов, открытие вкладов, погашение кредитов и многое другое.
C февраля 2017 года безопасность транзакций при оплате товаров и услуг в сети Интернет по картам Visa Национального банка начинает поддерживаться технологией 3D Secure (Verified by Visa), что минимизирует риски мошенничества по картам.
В мае 2018 года НБУ становится принципиальным членом международной платежной системы Union Pay International.
В декабре 2018 года впервые в Узбекистане совместно с Visa International и Национальной авиакомпанией «Узбекистон Хаво Йуллари» была запущена эмиссия кобрендовых карт НАК-НБУ Visa Gold и Visa Platinum, держателям которых предоставлена возможность получения бонусных миль при оплате за товары и услуги в торгово-сервисных предприятиях и в сети Интернет. Накопленные мили согласно программе лояльности НАК UzAirPlus можно обменять на повышение класса обслуживания, авиабилет и др.
В феврале 2019 году НБУ начал выпуск карт международной платежной системы Visa International для корпоративных клиентов Visa Business.
В марте 2019 года был запущен проект по электронной коммерции посредством карт международной платежной системы MasterCard International, позволяющий принимать оплату по картам MasterCard за предоставленные товары и услуги интернет-магазинами.
В апреле 2019 году банк начал эмиссию бесконтактных карт по международной платежной системе VISA International (PayWave Visa).
В мае 2019 года запущен бесконтактный эквайринг по международной платежной системе Visa International (PayWave Visa). С мая месяца начался выпуск бесконтактных карт Национальной платежной системы HUMO.
В июле 2019 года при поддержке Visa International Национальный банк выпустил первую в Узбекистане карту премиум класса Visa Infinite с эксклюзивными привилегиями и возможностями.
Количество выпущенных карточек по состоянию на 1 января 2019 года составило 2,03 млн. штук.
Объем терминального парка по состоянию на 1 января 2019 – 24 113 терминалов.
В декабре 2019 года НБУ первым в Узбекистане запустил перевод денежных средств с карты на карту посредством сервиса Visa Direct.
В январе 2021 году НБУ начал эмиссию карт международной платежной системы MasterCard: • Mastercard Standard (USD)/(UZS); • Mastercard Gold (USD)/(UZS); • Mastercard Platinum (USD)/(EUR); • Mastercard World Elite (USD)/(EUR).
В феврале 2021 году НБУ начал выпуск виртуальной карты национальной платежной системы «HUMO» - HUMO Virtual Созданы большие возможности и расширен спектр предоставления услуг по совершению операций с пластиковыми картами в мобильном приложении НБУ «Миллий».
Количество выпущенных карточек по состоянию на 1 января 2022 года составило 2,78 млн. штук. Объем терминального парка по состоянию на 1 января 2022 – 39 180 терминалов, 392 банкомата, 245 инфокиосков.

### Денежные переводы
С 2002 года банком осуществляются денежные переводы физических лиц, на основании договора о сотрудничестве в области денежных переводов по системе «Western Union» подписанного с «НКО Вестерн Юнион ДП Восток». В 2006 году дочерним банком Национального банка ВЭД РУ в Российской Федерации — Акционерно-коммерческим банком «Азия-Инвест Банк» разработана собственная система денежных переводов «АзияЭкспресс», предусматривающая переводы денежных средств физических лиц. Главное направление — переводы между Российской Федерацией и Республикой Узбекистан.
В марте 2007 года банк заключил договор об осуществлении ускоренных переводов неторгового характера по системе «MIGOM» с Коммерческим банком «Европейский трастовый банк».
В апреле 2009 года пунктами обслуживания учреждений Национального банка начато осуществление операций системы «Быстрая почта». С марта 2012 года учреждениями банка начато проведение операций системы денежных переводов MoneyGram.
В апреле 2012 года банк подписал соглашение с ЗАО «Русславбанк» о подключении к системе денежных переводов «Contact» и проведении операций по отправлению и выплате денежных переводов указанной системы в долларах США и евро.
В 2013 году банк стал участником сервиса Золотая Корона.
В 2013 году произошли изменения в порядке работ обменных пунктов[27]. С 1 февраля продажа наличной иностранной валюты была упразднена[28]. Был введен механизм[29] продажи иностранной валюты физическим лицам в безналичной форме с использованием международных платежных карт[30].
В сентябре 2017 года был реализован проект по электронной коммерции посредством карт международной платежной системы Visa International. Внедрение новой услуги интернет-эквайринга (электронной коммерции) в Узбекистане позволило осуществлять эквайринг карт Visa в глобальной сети Интернет, обеспечив увеличение безналичных расчетов, сокращение издержек предприятий, в частности, малого и среднего бизнеса.
В феврале 2020 года НБУ запустил проект по приему денежных переводов через приложение “Сбербанк” на карты национальных платежных систем UzCard/HUMO.
С августа 2020 года держатели карт НБУ могут получить денежный перевод, отправленный через систему Золотая корона, на карты национальных платежных систем UzCard/HUMO и международную карту VISA.
В сентябре 2021 года НБУ запустил проект по приему денежных переводов через приложение банков “Солидарность” и «Тинкоффбанк” на карты национальных платежных систем UzCard/HUMO.

### Внешнеторговая деятельность
«Устойчивые позиции НБУ на рынке банковских услуг Республики Узбекистан, а также высокий уровень собственного капитала Банка в перспективе способны обеспечить ему динамичное развитие, в то же время Банк сильно зависит от суверенных рисков самой Республики».
Банк обслуживает свыше 70 % от всего внешнеторгового оборота Узбекистана.
Применяются такие механизмы экспортно-импортного кредитования, как:
- выдача гарантий на возврат авансовых платежей, исполнение контрактов;
- дисконтирование векселей;
- факторинг;
- прямое кредитование банком узбекских экспортеров;
- проектное финансирование;
- экспортно-импортное финансирование с участием экспортно-кредитных агентств;
- практикуются аккредитивы с отсрочкой платежа, осуществляется конвертация при поставке и реализации товара клиентом на условиях консигнации.

## Инвестиционная деятельность
НБУ является крупнейшим в стране инвестиционным банком. Широкомасштабная инфраструктура банка способствует развитию финансового и промышленного секторов, активно поддерживающих экономические реформы в Узбекистане.
Банк, посредством вхождения со своим капиталом в состав акционеров стратегически важных предприятий республики, участвует в процессах инвестирования в предприятия различных секторов экономики, их модернизации, технологическому и техническому перевооружению.

### Направления
Поддержка высокотехнологичных и социально значимых отраслей народного хозяйства, финансирование мероприятий по модернизации действующих и внедрению новых производств, поддержку малого бизнеса, создание и развитие производств потребительских товаров, основанных на переработке местных сырьевых ресурсов.
Основными заёмщиками банка выступают крупные отечественные производители, предприятия малого и частного бизнеса.
Большая часть инвестиций направлена на развитие нефтедобычи и нефтепереработки, машиностроения, пищевой промышленности, цветной и чёрной металлургии, текстильной промышленности, сельскохозяйственного производства, инфраструктуры связи, транспорта и туризма.

### Финансирование объектов общенационального значения
Кредиты Национального банка задействованы практически во всех отраслях экономики Узбекистана. Большое место в структурных преобразованиях экономики занимает развитие систем коммуникаций — железнодорожной, автотранспортной и авиационной. Также кредиты направлены на развитие приоритетных отраслей экономики, финансирование мероприятий по модернизации действующих и внедрению новых высокоэффективных производств, поддержку малого бизнеса, создание и развитие импортозамещающих производств потребительских товаров, основанных на переработке местных сырьевых ресурсов.
«Банк является системообразующим в Республике и осуществляет кредитование крупнейших предприятий РУ под гарантии правительства. Это обусловливает низкую диверсификацию ссудного портфеля, невысокую рентабельность активов, а также сильную зависимость от финансовой политики РУ».
Банк обеспечил финансирование развития множества стратегически важных хозяйственных объектов:
- строительство Бухарского нефтеперерабатывающего завода.
- строительство железнодорожной линии «Ташгузар — Бойсун — Кумкурган».
- реконструкция Ферганского нефтеперерабатывающего завода.
- модернизация Навоийской ТЭС
- реконструкция и модернизация аэропорта города Навои.
- обновление и унификация парка воздушных судов НАК «Узбекистон хаво йуллари».
- поставка горнорудного оборудования для Навоийского горно-металлургического комбината.
- строительство магистрального газопровода «Ахангаран — Пунган».
- закуп сельскохозяйственной техники компании «CASE» для Ассоциации «Узагромашсервис» и ГАВТК «Узпроммашимпекс».
- строительство установки пропан-бутановой смеси для увеличения производства сжиженного газа на УДП «Мубаракский ГПЗ».
- приобретение автобусов марки «Даймлер-Крайслер» для Ассоциации «Ташгорпасстранс».
- приобретение пассажирских электровозов ГАЖК «Темир йуллари».
- обновления и оснащение действующего парка буровых установок НХК «Узбекнефтегаз».
- строительство осушки газа на КС «Кунград».

И ряд других реализованных инвестиционных проектов.

## Финансовая устойчивость
НБУ является кредитно-финансовым институтом страны, обладающими рейтингами таких международных агентств как «Moody’s Investors Service» и «Standard and Poor’s». Вопрос получения и подтверждения высокой оценки ведущих международных рейтинговых агентств остается актуальным и важным для НБУ.
24 декабря 2018 года повышение долгосрочного кредитного рейтинга со стороны международного рейтингового агентства Standard and Poor’s с уровня «В+» до «BB-».
| Кредитные рейтинги                                                | Кредитные рейтинги                                                | Кредитные рейтинги                                                | Кредитные рейтинги                                                |
| Национального банка внешнеэкономических дел Республики Узбекистан | Национального банка внешнеэкономических дел Республики Узбекистан | Национального банка внешнеэкономических дел Республики Узбекистан | Национального банка внешнеэкономических дел Республики Узбекистан |
| Агентство                                                         | Вид рейтинга                                                      | Значение (год)                                                    | Источник                                                          |
| ----------------------------------------------------------------- | ----------------------------------------------------------------- | ----------------------------------------------------------------- | ----------------------------------------------------------------- |
| Moody’s                                                           | По депозитам в национальной валюте                                | B1 (2019)                                                         | [ 34 ]                                                            |
| Moody’s                                                           | По депозитам в иностранной валюте                                 | B1 (2019)                                                         | [ 34 ]                                                            |
| Standard & Poor's                                                 | Долгосрочный рейтинг                                              | BB- (2019)                                                        | [ 34 ]                                                            |
| Standard & Poor's                                                 | Краткосрочный рейтинг                                             | B (2019)                                                          | [ 34 ]                                                            |
| Fitch                                                             | Долгосрочный рейтинг                                              | BB- (2019)                                                        | [ 34 ]                                                            |
| Fitch                                                             | Краткосрочный рейтинг                                             | B (2019)                                                          | [ 34 ]                                                            |
| АКРА                                                              | По международной шкале                                            | BB                                                                | [ 34 ]                                                            |
| АКРА                                                              | По национальной шкале                                             | A-                                                                | [ 34 ]                                                            |

- с 1993 года, по рейтингам журнала «The Banker», Национальный банк находится в первой тысяче крупнейших банковских институтов мира и занимает 862 место[35][36].
- 1998 год — журнал «Euromoney» признал НБ ВЭД РУ лучшим банком Узбекистана, а в 2002 году, по версии этого же журнала, НБУ был признан «Банком года» в республике[37].
- 2000 год — Международное агентство «Thomson Bank wath(TBW)» подтвердило кредитный рейтинг на уровне «LC-1» и страновый рейтинг на уровне «IC-B/C»[38].
- 2001 год — «Лучший банк Узбекистана» от «The Banker»[39].
- 2002 год — «Лучший банк Узбекистана» от «Euromoney» и «Global Finance»[40].
- 2004 год — «Лучший банк Узбекистана» от «Global Finance»[41].
- 2012 год — Признан лучшим банком года по привлечению вкладов в конкурсе, проводимом Центральным банком Республики Узбекистан и Ассоциацией банков Узбекистана[42]. По исследованиям банковского сектора стран СНГ рейтингового агентства «РИА Рейтинг» банк занимал 50-ю позицию в «списке крупнейших банков СНГ»[43].
- 2013 год — Признан «лучшим банком года по привлечению вкладов» и «самым инновационным банком» в конкурсе, проводимом Центральным банком Республики Узбекистан и Ассоциацией банков Узбекистана[44]. По данным «РИА Рейтинг» банк занял 55-ю позицию в «списке крупнейших банков СНГ»[45].
- 2021 год — НБУ получил награду «Quality Achievements Award 2021» за качество проводимой деятельности и предоставляемых услуг населению Узбекистана на международной конвенции Европейского общества исследований качества (European Society for Quality Research).

## Дочерние предприятия и организации

### Азия-Инвест Банк
В 1996 году на территории России (в г. Москве) в соответствии с межправительственным Соглашением между Россией и Узбекистаном "Об основных принципах и направлениях экономического сотрудничества на 1996-1997 гг.",  в целях дальнейшего развития сотрудничества в финансово-банковской сфере, учрежден первый совместный узбекско-российский банк — Акционерный коммерческий банк «Азия-Инвест Банк» (закрытое акционерное общество).

### NBU Invest Group
31 марта 2008 года с уставным фондом 25 млн долл. США была создана дочерняя компания «Открытое акционерное общество NBU Invest Group». Основной целью создания NBU Invest Group является основание компании, способной обеспечить реструктуризацию и управление активами предприятий Узбекистана, а также привлечь иностранные инвестиции для развития реального сектора экономики страны. Основным направлением деятельности является управление активами. Операционное управление промышленными предприятиями направлено на повышение эффективности производства и включает в себя бизнес-планирование, маркетинг, мониторинг деятельности предприятия, управление каналами реализации и связями с поставщиками, управление кадрами, анализ затрат и производительности. Участие в инвестиционных проектах НБУ.

## Официальное приложение
Официальным приложением банка является приложение Milliy. Приложение выпущено для операционных систем Android и IOS. Также приложение имеет веб-версию.